# بازيلية درائية رئوية
بازيلية درائية رئوية (الاسم العلمي: Basilea psittacipulmonis) هي نوع من البكتيريا، سلبية الغرام، تتبع جنس البازيلية.